# Kori de Kutch
Kori era a moeda de Kutch até ser substituída em 1947 pela rupia indiana.

## O Estado de Kutch
Kutch era um estado da Índia localizado ao norte do golfo de seu nome. Seus governantes conseguiram em 1617 estabelecer independência quase total durante o período de Mughal. No início do século XIX, problemas de sucessão e desordens internas levaram à intervenção britânica, que levou ao reinado da sucessão de monarcas mais favoráveis ao império.

## História
Esta evolução do estado é refletida na evolução das moedas de Kutch. As primeiras transmissões ocorreram em 1617, reinando Rao Bharmal I (1586-1632). As moedas emitidas por Desalji II (1819-1860) parecem dedicadas ao Imperador Bahadur II até 1859, embora este monarca tenha sido deposto pelos britânicos. ano antes, após o motim. Pragmaji II incluiu em 1862 a menção ao soberano britânico, com a lenda Rainha Vitória, rainha poderosa.
A partir desse momento, as moedas mencionaram tanto os governantes Kutchi quanto os britânicos. Khendarji III compartilhou peças com Eduardo VII, Jorge V, Eduardo VIII (um caso raro de peças de circulação emitidas em seu nome) e Jorge VI. Vijayarajji também fez isso com Jorge VI.

## Características e subdivisões

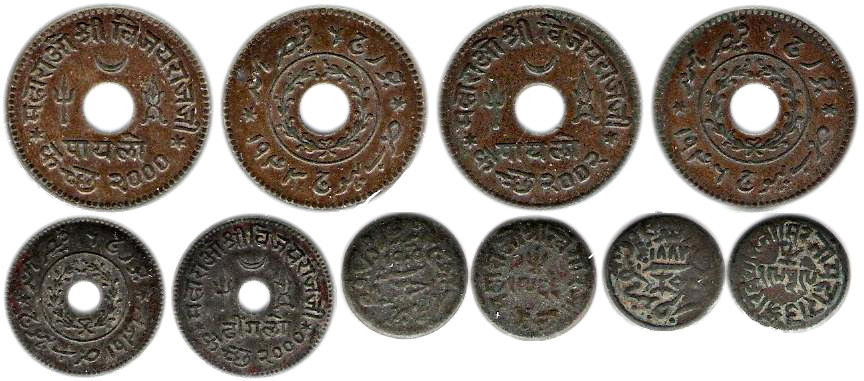
Cinco moedas kutchi: dois adhios, um payalo e dois trambiyos.

O kori foi dividido em 24 dokda (singular dokdo), cada um dos quais foi subdividido em 2 trambiyo. O sistema não usou notas, apenas moedas foram emitidas. Outras moedas de cobre em uso dentro do sistema eram o dhabbu e o dhinglo. As peças chamadas em kori (médio, um, dois e meio, cinco ou dez unidades) foram emitidas em prata, foram emitidas peças de ouro de 25 (1862-1870), 50 (1866-1874) e 100 kori (1866) .
As moedas eram datadas de acordo com a hegira e também de acordo com o Vikrama Samvat. Em alguns períodos, as datas não são as de emissão (por exemplo, 1234 foi usado por doze anos). As datas podem ser abreviadas, usando apenas duas figuras.
Os caracteres usados são persa e devanagari.
A relação entre o kori e os outros pedaços do sistema monetário kutchi era: 1 Kori = 4 Payalo = 8 Dhabu = 16 Dhingla = 24 Dokda = 48 Trambiyo.